# Крутоложное
Крутоложное —  деревня  в Первомайском районе Томской области России. Входит в состав Первомайского сельского поселения. Население 356 чел. (2021) .

## География
Находится на востоке региона, на правобережье реки  Чулым в 6 км от районного центра Первомайское, в 0,3 км. от д. Торбеево.

## История
В соответствии с Законом Томской области от 10 сентября 2004 года № 204-ОЗ деревня вошла в состав Первомайского сельского поселения.

## Население
| 2002 | 2010 | 2012 | 2013 | 2014 | 2015 | 2021 |
| ---- | ---- | ---- | ---- | ---- | ---- | ---- |
| 437  | ↘401 | ↘396 | ↘391 | ↘363 | ↘355 | ↗356 |

## Известные жители
19 июня 1966 г. в д. Крутоложное родился Владимир Владимирович Мазур, глава администрации Тобольска (с 2012), заместитель мэра Томска по информационной политике (2004—2007), врио Губернатора Томской области с мая 2022.
С 22 сентября 2022 года избранный губернатор Томской области

## Инфраструктура
Лесное хозяйство. Личное подсобное хозяйство. 

## Транспорт
Просёлочные дороги. 